# 塞亞克鄉 (巴克烏縣)

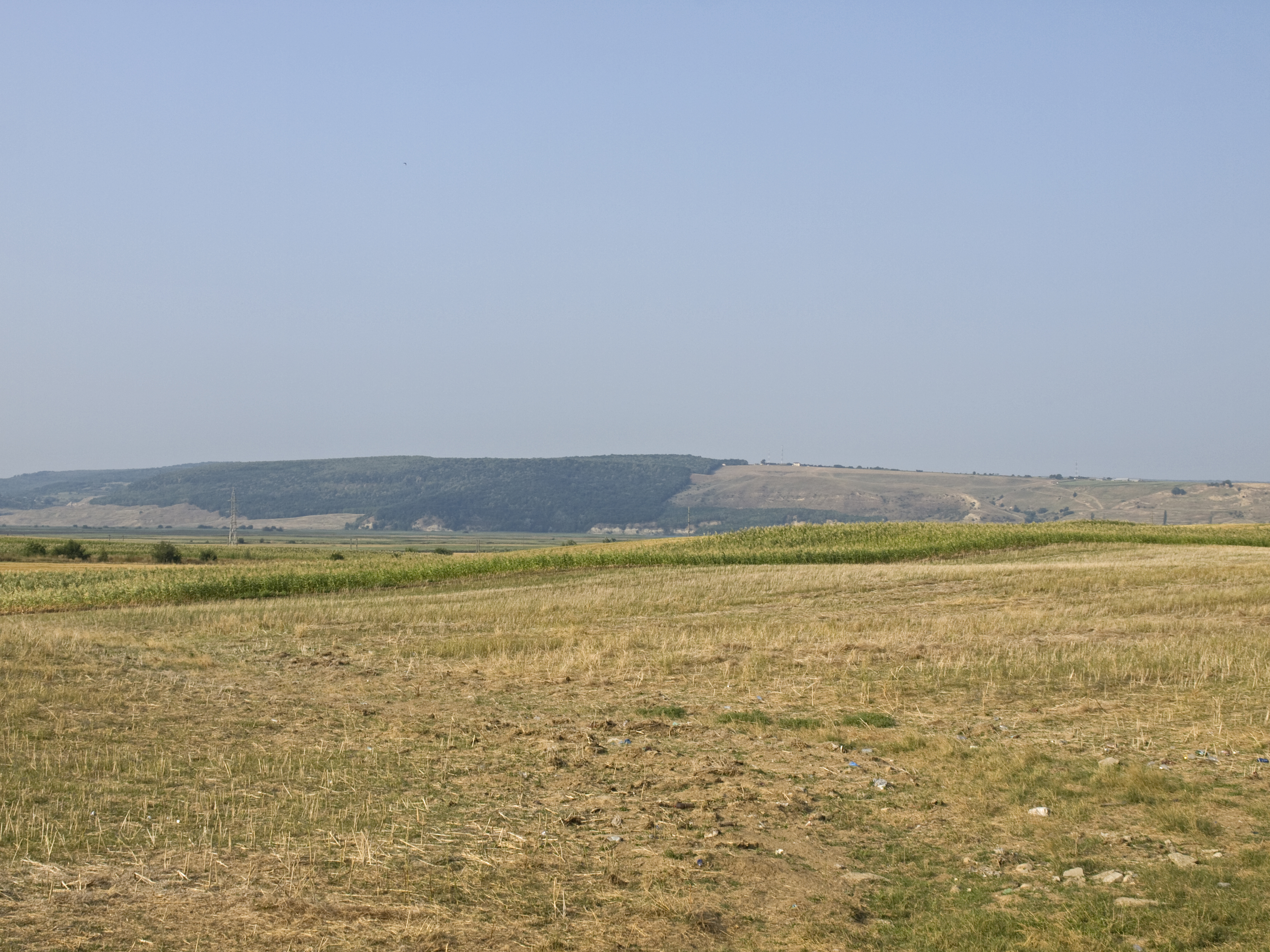

46°14′00″N 27°02′00″E / 46.2333°N 27.0333°E
塞亞克鄉（羅馬尼亞語：Comuna Valea Seacă, Bacău），是羅馬尼亞的鄉份，位於該國東北部，由巴克烏縣負責管轄，面積23平方公里，海拔高度195米，2007年人口4,130，人口密度每平方公里180人。